# Girella leonina
Girella leonina är en fiskart som först beskrevs av Richardson, 1846.  Girella leonina ingår i släktet Girella och familjen Kyphosidae. Inga underarter finns listade i Catalogue of Life.